# Secret Agent Clank
Secret Agent Clank è un videogioco a piattaforme sviluppato dalla High Impact Games per PlayStation Portable e pubblicato dalla Sony. Fu pubblicato in Nord America il 17 giugno 2008. Una versione per PlayStation 2 è stata sviluppata da Sanzaru Games ed è stata pubblicata il 26 maggio 2009 in Nord America e il 19 giugno 2009 in Europa. Il gioco è l'unico che ha Clank come protagonista.
Come suggerisce il titolo, il tema del gioco è una parodia della serie di 007. Essa si basa sull'Agente Segreto Clank del videogioco Ratchet & Clank 3. Per adattarsi al tema di James Bond, Clank ha una serie di gadget e dispositivi utili sul suo smoking, come un papillon che può usare come un boomerang, e una rosa che si trasforma in una pianta carnivora per divorare i nemici.

## Trama
Il gioco è incentrato sulle avventure di Clank e del suo alter ego segreto, l'Agente Clank. Cronologicamente questo gioco si potrebbe collocare dopo gli eventi de L'altezza non conta e prima degli eventi di Armi di distruzione, ma in realtà è solo un intero episodio fittizio della serie dall'omonimo titolo con protagonista Clank e che si discosta dagli eventi reali.
Il gioco inizia con Clank che va al Museo Boltaire per fermare il furto di un gioiello inestimabile noto come "L'Occhio dell'Infinito". Una volta arrivato sul posto, il robottino vede in fuga dalla scena del crimine il suo amico Ratchet, che è stato arrestato dalle forze dell'ordine locali. Mentre la scansione della retina dimostra che il ladro era Ratchet, Clank è convinto che il suo amico sia innocente. Per questo motivo, Clank indaga sul furto più a fondo, viaggia su vari pianeti raccogliendo indizi fino a quando non si imbatte in una misteriosa figura conosciuta solo come il "Boss". Clank arriva finalmente in uno dei covi del Boss e salva uno scienziato, il quale lo informa che il Boss intende costruire un laser gigante con il potere di distruggere la galassia. Lo scienziato rivela poi che il Boss si sta dirigendo a una struttura abbandonata nello spazio. Il Boss si rivela poi essere nientemeno che Klunk, la diabolica nemesi di Clank (introdotto in Ratchet & Clank 3). Viene rivelato che Klunk agiva attraverso Ratchet per mezzo di un dispositivo di controllo della mente nascosto sul casco di Ratchet.
Il malvagio Klunk rivela di aver rubato l'Occhio dell'Infinito per usarlo come un rifrattore di un imponente sistema laser in grado di distruggere tutti i pianeti della galassia. Ha intenzione di minacciare di usare il laser su un pianeta (usando Ratchet) e lui stesso, presentandosi come Clank, impedirebbe a Ratchet di distruggere la galassia, rinchiudendo l'eroe in prigione per sempre, mentre Klunk sarebbe idolatrato dal popolo. Durante la loro battaglia, Klunk attiva il laser. Clank sconfigge Klunk e riesce a disattivare il conto alla rovescia, mentre il capitano Qwark viene accidentalmente teletrasportato a bordo del satellite, recupera l'Occhio, e viene riportato indietro poco prima che il satellite si autodistrugga. Ratchet è scagionato dai crimini contro di lui. Klunk si trova in custodia di Ratchet, venendo trasformato in un nuovo aspirapolvere da utilizzare in tutto l'appartamento.

## Doppiaggio
| Personaggio              | Doppiatore originale | Doppiatore italiano                                    |
| ------------------------ | -------------------- | ------------------------------------------------------ |
| Clank / Agente Clank     | David Kaye           | Aldo Stella                                            |
| Klunk / Boss             | David Kaye           | Aldo Stella (come Klunk) Oliviero Corbetta (come Boss) |
| Ratchet                  | James Arnold Taylor  | Giuseppe Calvetti                                      |
| Capitano Qwark           | Jim Ward             | Gianni Gaude                                           |
| B.A.R.N.E.Y.             |                      | Davide Garbolino                                       |
| Number Woo               |                      | Davide Garbolino                                       |
| Contessa Ivana Lottaball | Sylvia Aimerito      | Francesca Vettori                                      |
| Capo Thug-4-Less         | Steve Blum           | Oliviero Corbetta                                      |
| Capo Crumiro             |                      | Oliviero Corbetta                                      |
| Idraulico                | Jim Ward             | Giuseppe Calvetti                                      |

## Modalità di gioco
A differenza dei precedenti giochi di Ratchet & Clank, il gameplay di Clank è più simile a Ratchet. In passato, giocare con lui significava per lo più risolvere puzzle; ora, è un personaggio pieno di azione con le proprie armi e i propri gadget. Vi sono anche filmati interattivi dove il giocatore deve premere una sequenza di tasti correttamente per riuscire a sgattaiolare in una zona senza essere rilevati. Anche Clank Gigante, in cui Clank si trasforma in una macchina di dimensioni notevoli, fa un'apparizione.

### Altri personaggi giocabili
Oltre a Clank, sono giocabili il capitano Qwark, Ratchet e i tre Gadgebot. I segmenti di gioco di Qwark sono basati sui dubbi appunti delle sue imprese e sono più incentrati sull'azione. I segmenti di Ratchet in carcere sono combattimenti all'ultimo sangue con vari obiettivi in varie arene, sullo stile di Ratchet: Gladiator. Le missioni dei Gadgebot invece hanno lo scopo di aiutare Clank in varie circostanze, come per esempio difenderlo dall'attacco di nemici mentre quest'ultimo sta giocando a carte oppure aprirgli un portone di massima sicurezza.

## Armi

### Armi e gadget di Clank
In questo capitolo le armi di Clank si evolvono fino al quarto livello e si possono comprare le versioni Proto, che aumentano il livello.
- Papirang: un papillon con delle letali lame che colpiscono il nemico. Al livello 4 diventa Papirang Mulinello.
- Penna Blackout: un gadget che permette di "oscurare" i laser che fanno scattare l'allarme se oltrepassati.
- Rosa Groviglio: una rosa all'apparenza innocua, che divora i nemici a distanza utile. Al livello 4 diventa Groviglio Kudzu.
- Bombe a catena: una coppia di gemelli che in realtà nascondono delle bombe che seguono i nemici ed esplodono su di loro. Al livello 4 diventano Mortaio da polso.
- Olo-nocche: dei pugni che permettono di creare oggetti olografici per colpire il nemico. Se si tiene premuto il tasto di attacco creano uno scudo che si esaurisce man mano che riceve colpi. Al livello 4 diventano Pugno di luce.
- Ombrello Tempesta: un ombrello che permette di sparare sui nemici una scarica elettrica letale. Al livello 4 diventa Bastone di fulmine
- Olomonocolo: gadget che permette di osservare un nemico e i suoi dettagli e di diventarne la copia perfetta.
- PDA Agenzia: consente di acquistare munizioni in qualunque posto ci si trovi.
- Occhiali termici: si possono ricevere ricominciando il gioco in modalità Sfida e permettono di trovare dei codici alieni, che servono a sbloccare la casa sull'albero HIG, l'equivalente del museo Insomniac nei precedenti titoli.
- Afferra Bolt: serve per afferrare i Bolt da una distanza maggiore.
- Passepartout: serve a sbloccare con un minigioco speciali porte o ad attivare ascensori.
- Stivali Jet: permettono di volare un po' più su del normale salto.
- Valigetta Saldatore: una valigetta che contiene un lanciafiamme che arrostisce qualunque cosa. Al livello 4 diventa Zaino infernale.
- Ipno Orologio: un orologio che attira l'attenzione dei nemici su di esso. Utile per distrarre i nemici e sgattaiolare via da una situazione difficile.

### Armi di Ratchet
Le armi di Ratchet si possono potenziare fino al livello 4. Si possono acquistare le versioni Titano dai rivenditori, che alzano il livello.
- Onnichiave 10K: la classica chiave inglese di Ratchet. Può essere potenziata con varie mod.
- Onnichiave 10K Bomba fuoco: la prima mod dell'Onnichiave di Ratchet; ogni colpo di Onnichiave lancerà palle di fuoco.
- Onnichiave 10K Cristallo shock: la seconda mod dell'Onnichiave; ogni colpo di Onnichiave creerà una barriera temporanea di cristalli.
- Onnichiave 10K Scoppio selvaggio: la terza mod dell'Onnichiave; un Ipercolpo (salto e Quadrato premuto) creerà una bolla a espansione che, scoppiando, avvelenerà e brucerà i nemici.
- Onnichiave 10K Onda tripla: la quarta e ultima mod dell'Onnichiave; un Ipercolpo creerà una capsula che colpirà i nemici nel suo raggio d'azione
- Doppi colpitori: al livello 4 diventano Doppi vendicatori
- Pistola Freezer: al livello 4 diventa Cannone Freezer
- Plasma Frusta: al livello 4 diventa Fune plasma
- Missile shock: al livello 4 diventa Sbarramento shock
- Guanto Ape mina II: al livello 4 diventa Guanto Ape Killer
- Lancia Mine: al livello 4 diventa Lancia Ordinanza
- Maxi: al livello 4 diventa Prendone
- Pistola Maiale: al livello 4 diventa Bomba Maiale
- RYNO: al livello 4 diventa Rynocerator

## Costumi
Esistono vari costumi sbloccabili per questo gioco, spendendo i bolt di titanio trovati nel gioco.

### Costumi per Ratchet
- Feccia di prigione [0 Bolt di titanio]
- Vacanza tropicale [sbloccabile solo se ci sono salvataggi di Ratchet & Clank: L'altezza non conta]
- Capitano pirata [sbloccabile solo se ci sono salvataggi di Ratchet & Clank: L'altezza non conta]
- Super Incognito [sbloccabile solo se ci sono salvataggi di Ratchet e Clank: L'altezza non conta]
- Ratchetzilla [sbloccabile solo se ci sono salvataggi di Ratchet e Clank: L'altezza non conta]
- Asciugamano [2 Bolt di titanio]
- Zombie [1 Bolt di titanio]
- Robo-Ratchet [2 Bolt di titanio]
- Kung Fu [2 Bolt di titanio]
- Dan [3 Bolt di titanio]

### Costumi per Clank
- Smoking (standard)
- Cowboy
- Clank anni '70
- Agente di polizia
- Frullatore
- Zoni (sbloccabile mettendo in pausa durante una normale partita e premendo Sinistra, Sinistra, Destra, Su, Giù, Giù, X)
- Klunk

## Curiosità
- Alla fine della prima missione, Clank troverà un bigliettino in un biscotto della fortuna rotto. I numeri che troverà scritti sul bigliettino sono gli stessi della famosa serie televisiva Lost.
- Le skin di Klunk e Asciugamano si ottengono quando si compiono la missione Distruggi Klunk e la prima missione delle docce.
- Alcune armi e skin di Ratchet sono state prese da Ratchet & Clank: L'altezza non conta; infatti, se si hanno dei salvataggi, si possono ottenere delle nuove skin (tutte appartenenti al precedente capitolo): Ratchetzilla, Vacanza tropicale, Capitano pirata.
- Nella Casa Sull'albero è possibile trovare un trucco da utilizzare su Ratchet & Clank: Armi di distruzione.
- Nella Casa Sull'albero è possibile trovare il Calice del potere nascosto in una stanza accessibile solo a chi ha tre keycard: Gialla, Blu e Rossa. Si può attivare con questo codice: Su, Su, Giù, Giù, sinistra, Destra, Sinistra, Destra.
- Il pianeta Rionosis (Rio in breve) è un riferimento al carnevale di Rio de Janeiro, in quanto, su questo pianeta, lo si festeggia ogni 4,2 secondi circa.

## Lo sviluppo e la pubblicazione
Il gioco era in sviluppo da prima della pubblicazione di L'altezza non conta. Nel luglio 2007, le voci sull'esistenza del gioco vennero a galla quando David Bergeaud, che compone musica per la serie Ratchet & Clank, ha accidentalmente rivelato il gioco nel suo online resume. Il gioco effettivo non è stato confermato da Sony fino a una conferenza pre-TGS 2007.

## Accoglienza e punteggi
Secret Agent Clank ha ricevuto punteggi critici misti che vanno da un 6.5/10 da IGN a un 8.5/10 da Game Informer. La maggior parte dei punteggi è caduta nel livello 6-8 con un punteggio Metacritic di 72/100. La versione PS2 ha, ancora una volta, ricevuto tiepide recensioni.
La rivista Play Generation diede alla versione per PlayStation Portable un punteggio di 89/100, trovando Clank protagonista di un gioco d'azione che fondeva con classe umorismo, meccaniche di gioco e qualità tecnica.